# 沙拉瓦蒂南鰍
沙拉瓦蒂南鰍（學名：Schistura sharavathiensis）為輻鰭魚綱鯉形目條鰍科南鰍屬的其中一種。被IUCN列為易危保育類動物，分布於亞洲印度西高止山舍拉沃蒂河流域，體長可達2.9公分，棲息在河川底層水域，生活習性不明。

## 扩展阅读
維基物種上的相關：沙拉瓦蒂南鰍